# 双鱼座87
双鱼座87（87 Psc）是双鱼座的一个分光双星系统，视星等为+5.98，距离地球约455光年。